# هارون غوين
هارون غوين (بالإنجليزية: Aaron Gwyn)‏ (22 أغسطس 1972، تلسا في الولايات المتحدة)؛ روائي أمريكي.